# 江湖恩仇录
《江湖恩仇录》是中国大陆最早的武侠电视剧之一，于1991年播出，共20集。主演有：东方闻樱、李德利、王玲谦、陈萍、黄静、李娜等，导演为毛玉勤。
故事讲述了一名叫做李小刚的江湖少年，为找寻武功秘籍《鬼功秘笈》，与邪派势力“黑白教”的对抗，并最终联合各大门派与之决战于青城山。